# 森乃石松
森乃 石松（もりの いしまつ、1981年4月15日 - ）は香川県出身の上方噺家。松竹芸能所属。本名：黒田 丈寛。

## 来歴
- 2003年1月：二代目森乃福郎に入門[1]。

## 人物
キャッチフレーズは「三段腹の二枚舌」。
ネタくりながら深夜に散歩をしていたら暴走族に「ツッコミで怒鳴ったのをうるさいと文句を言った」ように聞こえたということで絡まれた。なかなか落語の稽古中と信じてもらえないので十個くらい即興で謎かけして落語家と認めてもらう。

## 出演
- hanashikaの時間。（ラジオ大阪） - 2025年1月2日より木曜日パーソナリティとして出演する。アシスタントは松本美香。